# Muhàmmad-Alí Xah Qajar
Muhàmmad-Alí Xah Qajar (Tabriz, 21 de juny de 1872 - San Remo, Regne d'Itàlia, 5 d'abril de 1925) fou xa de la dinastia qajar de Pèrsia del 1907 al 1909. Era fill de Muzaffar al-Din Shah (Mudhàffar-ad-Din Xah Qajar) i una princesa qajar de nom Tadj al-Mulk Umm al-Khakan, filla de Muhammad Taki Mirza (+1901) i de la princesa Izzat al-Dawla (germana de Nasir al-Din Shah). Va portar el títol de Itidad al-saltana des de 1882.
El 1892 fou nomenat sardar de l'exèrcit i governador a l'Azerbaidjan i un any i mig després es va casar a Teheran amb Djahan Khanum filla de Kamran Mirza (Naib al-saltana) fill de Nasir al-Din Shah, si bé ja tenia anteriorment una concubina. D'aquesta unió va néixer un fill de nom Sultan Ahmad, el 21 de gener de 1898, que serà el futur Ahmad Shah Qadjar, el darrer xa de la dinastia el 1909. Va tenir altres concubines i sis altres fills mascles i quatre femelles.
Les seves esposes amb els corresponents fills mascles foren:
- El 1890, Rubaba Khanum Malih us-Sultana, una dama d'ascendència no qajar 
  - Shahzada Husain Ali Mirza (Itizad al-Sultana) Governador de Mazandaran 1915-1917, d'Esfahan 1917-1919, regent de Pèrsia 25 de gener a 4 de juny de 1922 (+ 1953)
- 11 de gener de 1894 at Tehran, Malika-i-Jahan Khanum Mahd-i-'Aliya (Teheran 14 de maig de 1877 - St Cloud, França, 14 de novembre de 1947).
  - Shahzada Ghulam Husain Mirza (+ jove)
  - Sultan Ahmad Shah, Xa de Pèrsia 1909-1925
  - Shahzada Muhammad Hasan Mirza, príncep hereu des de 1909
  - Shahzada Sultan Mahmud Mirza (+ 1988)
  - Shahzada Sultan Abdul Majid Mirza (24 de maig de 1975)
  - Shahzada Muhammad Mahdi Mirza (+ vers 1995)

Entre les princeses Shahzadi Kaukab Khadija Khanum, Hazrat-i-Qudsia (+ 1959) i Shahzadi Rubaba Aisha Khanum (+1953)
A la pujada al tron del seu pare, Muhàmmad-Ali va rebre el 8 de juny de 1896 el rang de wali adh (hereu) conservant el govern de l'Azerbaidjan. La influència russa a Tabriz es va incrementar. El 1905, en absència del seu pare, de viatge a Europa, va exercir breument la regència. El seu pare va morir el 8 de gener de 1907 i Muhàmmad-Alí fou proclamat xa sent coronat a Teheran el 19 de gener de 1907.
Contrari a limitació de poders de la monarquia absoluta, va haver de jurar almenys quatre vegades la constitució per la desconfiança que causava. Aquest jurament no li van impedir conspirar amb els seus germanastres Malik Mansur Mirza (Shua al-saltana) i Abu l-Fath Mirza (Salar al-Dawla) en contra de les reformes i per retornar el poder a la família reial. El 31 d'agost de 1907 el primer ministre Amin al-Sultan fou assassinat a Teheran el que Muhàmmad va considerar dirigit contra els seus projectes. El desembre va ordenar la detenció del nou primer ministre Nasir al-Mulk en un virtual intent de cop d'estat que va fracassar.
El febrer del 1908 un intent d'assassinat contra la seva persona fou avortat. Muhàmmad-Ali va ordenar suprimir algunes societats secretes partidàries de les reformes i els diaris i revistes favorables a les reformes foren tancats. A províncies es van produir desordres fomentats pels partidaris del xa i aquest va poder proclamar la llei marcial a Teheran el juny de 1908 i nomenar governador militar de la capital al coronel cap de la brigada russa de cosacs. Això el va fer sospitós de voler entregar Pèrsia a l'Imperi Rus. El 23 de juny els cosacs bombardejaven l'Assemblea Nacional i van morir diverses persones i l'endemà dos dels principals opositors del xa foren trobats morts estrangulats a un parc del palau reial. El 27 de juny el xa va dissoldre l'Assemblea Nacional i va declarar abolida la constitució per ser contrària al dret islàmic.
L'oposició es va incrementar a diverses regions i especialment a l'Azerbaidjan; l'abril de 1909 tropes russes van ocupar Tabriz. Tropes tribals favorables a la constitució van marxar sobre Teheran i el 13 de juliol Muhàmmad-Ali es va refugiar a la residència d'estiu de l'ambaixador rus. El 16 de juliol fou obligat a abdicar en el seu fill Sultan Ahmad, que era menor, sota regència del seu oncle Abu l-Fath Mirza (Salar al-Dawla). El xa va obtenir una pensió negociada per diplomàtics russos i va abandonar Teheran cap a l'Imperi Rus el 9 de setembre de 1909.
Va residir a Odessa on amb els seus fidels preparava el retorn a Pèrsia; molts dibners foren invertits a atreure grups tribals i de bandits a les províncies del nord, i al Caucas i Transcàspia en territori rus. El novembre de 1910 es va traslladar a Viena on es va entrevistar amb Salar al-Dawla i altres que simpatitzaven amb la seva causa. Va tronar a Pèrsia amb el seu germanastre Shua al-Saltana (Malik Mansur Mirza) i moltes armes, en un vapor rus, i va desembarcar el 17 de juliol de 1911 prop d'Astarabad, ciutat que es va rendir poc després. Mentre Salar al-Dawla fomentava una revolta al Kurdistan. El govern de Teheran no tenia forces militars suficients i els caps bakhtiyaris que el 1909 havien marxat a Teheran no estaven ara disposats a defensar la constitució. Els constitucionalistes van reclutar una tropa d'irregulars i van lliurar batalla als absolutistes a Varamin el 5 de setembre de 1911. Les forces de Muhàmmad-Ali foren derrotades i un dels seus principals partidaris, Arshad al-Dawla, fou fet presoner i executat.
El febrer de 1912, Muhàmmad-Ali, que havia restat a Astarabad, va haver de reembarcar cap a l'Imperi Rus. Ja no va retornar. Va morir a San Remo el 5 d'abril de 1925, poc abans del final de la dinastia.